# Piedad Bonnett
Piedad Bonnett (Amalfi, 1951) è una poetessa e drammaturga colombiana.
Nacque nel 1951 ad Amalfi, comune colombiano del dipartimento di Antioquia.
La sua famiglia si stabilì a Bogotà, quando aveva 8 anni, e studiò filosofia e letteratura nell'Universidad de los Andes, dov'è professoressa dal 1981.

## Opere
- De Círculo y Ceniza, 1989
- Gato por liebre, teatro 1991
- Nadie en casa, 1994
- El hilo de los días, 1995
- Ese animal triste, 1996
- Que muerde el aire afuera, 1997
- Se arrienda pieza, teatro
- Sanseacabó, teatro
- No es más que la vida (antologia), 1998
- Todos los amantes son guerreros, 1998
- Después de todo, 2001
- Imaginación y oficio, 2003
- Para otros es el cielo, 2004
- Siempre fue invierno, 2007
- Los privilegios del olvido , 2008
- Las herencias, 2008
- Las tretas del débil, 2008
- Explicaciones no pedidas, 2011
- El prestigio de la belleza, 2010
- Lo que no tiene nombre, 2013
- Algún día nos iremos, 2013

## Premi
- Premio nacional de poesía, Instituto Colombiano de Cultura, 1994